# Antonio María Pucci
Antonio María Pucci, O.S.M. (Poggiola di Vernio, 16 de abril de 1819-Viareggio, 12 de enero de 1892) fue un sacerdote católico italiano, perteneciente a la Orden de los Servitas. Es venerado como santo por la Iglesia Católica y su fiesta litúrgica se celebra el 12 de enero.

## Hagiografía
Eustaquio Pucci nació el 16 de abril de 1819 en Toscana en Poggiola di Vernio, en el seno de una familia numerosa. Su padre tenía el oficio de sacristán y desde muy temprana edad el joven Eustaquio comenzó a ayudarle en sus funciones sintiendo inquietud por el sacerdocio.

### Sacerdocio
Tuvo que esperar hasta 1837 y vencer a los deseos de su padre para entrar con los Servitas de María en el convento de la Anunciación en Florencia. Ordenado sacerdote en 1843, fue nombrado vicario y después cura en Viareggio donde permanecerá el resto de su vida. 
Antonio María era amado por sus fieles quienes le habían llamada afectusamente "curatino" (el pequeño cura). Era cercano a todos, niños y adultos.

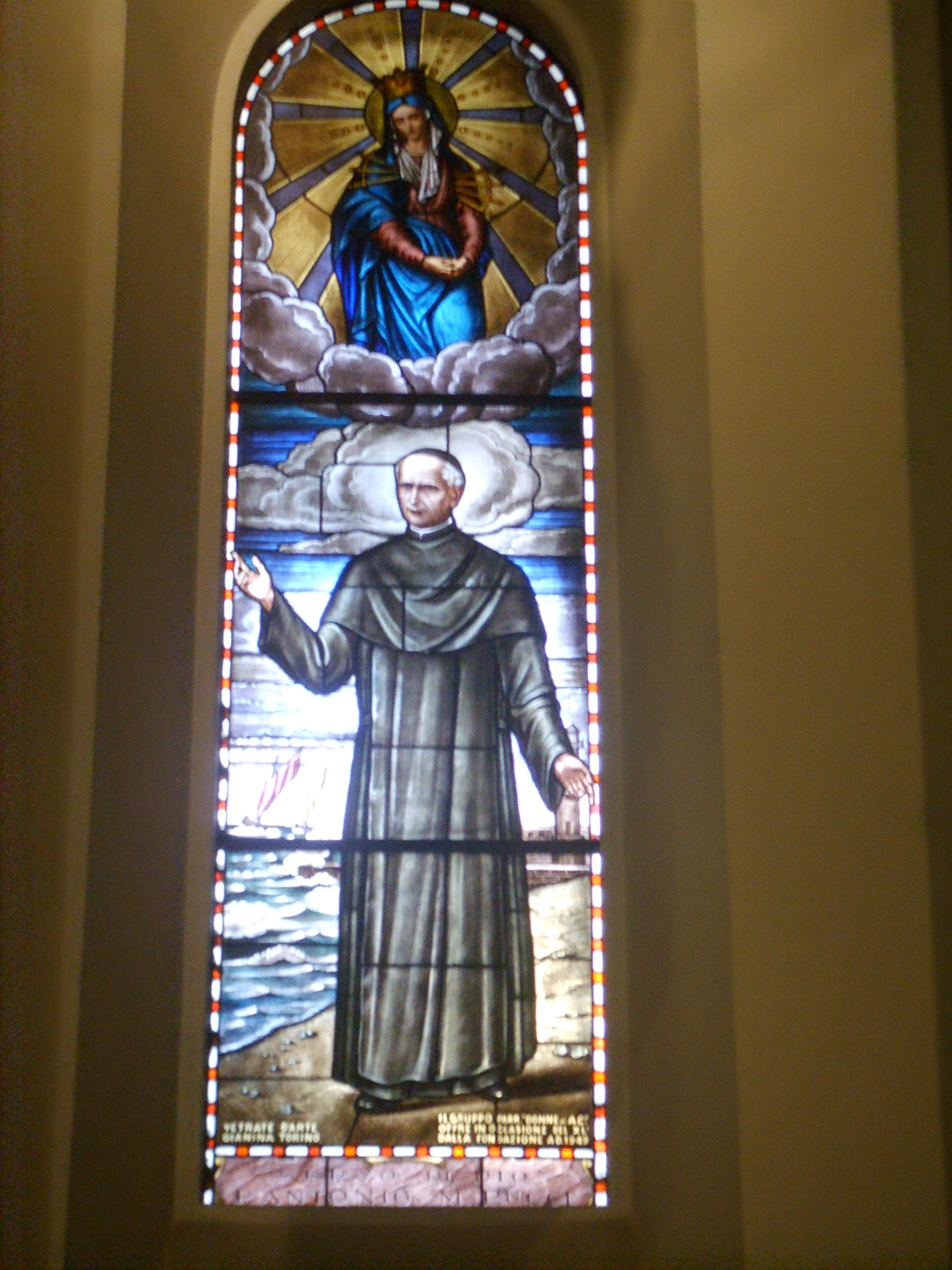
Vitral con Pucci, San Andrés, Viareggio, Italia.

Precursor de la Acción Católica, crea un hospicio para los niños pobres y de salud frágil. Funda también en 1853 el Instituto de los Siervos de María para las jóvenes y diversas asociaciones cristianas: La Compañía de San Luis, La congregación de la Doctrina Cristiana. Reorganiza para los adultos la Compañía de María Santísima de los Dolores y para las madres de familia, la Congregación de las Madres Cristianas.
Fue prior del convento de Viareggio, durante 7 años, superior de la provincia toscana de los Servitas de María. Durante la epidemia de cólera, 1854-1855, se desvive por sanar a los enfermos. Antonio María tenía una gran devoción a la Virgen María. Le consagra a ella su parroquia y donde hace la Ciudad de Nuestra Señora de los Siete Dolores.

### Muerte
El 12 de enero de 1892 falleció de una neumonía purulenta, después de haber sanado a un enfermo que le contagió. Fue enterrado en un principio en el cementerio parroquial; posteriormente, sus restos fueron transportados el 18 de abril de 1920 a la iglesia de Santa Andrea donde ejerció su ministerio pastoral.

## Proceso de canonización

### Beatificación
Su ceremonia de beatificación se dio el 22 de junio de 1952 por el Papa Pío XII.

### Canonización
Pucci fue finalmente canonizado el 9 de diciembre de 1962 en Roma por el papa Juan XXIII. El papa, en la homilía de su canonización le consideró como un ejemplo de vida sacerdotal.